# 미하일 쿠투조프
쿠투조프 백작 미하일 일라리오노비치 골레니시체프(러시아어: Граф Михаи́л Илларио́нович Голени́щев-Куту́зов, 문화어: 미하일 꾸뚜죠브, 1745년 9월 16일(율리우스력: 9월 5일) – 1813년 4월 28일(율리우스력: 4월 16일)는 러시아의 야전 원수로서 1812년 나폴레옹의 러시아 원정기간 중 프랑스의 대육군(Grande Armée)을 패퇴시켰다. 이 승리는 나폴레옹 전쟁의 중요한 전환점이 되어 나폴레옹의 몰락을 불러왔다.

## 초기의 경력
골레니시체프-쿠투조프(일반적으로 쿠투조프라고 줄여서 부른다.)는 러시아 상트페테르부르크(Saint Petersburg)에서 태어났으며 1759년 혹은 1760년에 러시아 군에 입대하였다고 한다. 이후 그는 1764년~ 1769년 사이에 벌어진 폴란드와의 전쟁, 1770년~ 1774년에 벌어진 오스만 투르크와의 전투에서 눈에 띄는 활약을 보였으나 이 와중에 한쪽 눈을 잃고 만다. 전쟁이 끝나고 쿠투조프는 몇 년 동안 중부와 서부 유럽을 여행한다.
1784년 쿠투조프는 소장(Major-general)이 되었고, 수보로프(Suvorov) 휘하에서 1787년 크림 지방의 군정관(governor-general)이 되었다. 쿠투조프는 수보로프 밑에서 지휘관으로서 훈련을 받으며 성장하였다. 쿠투조프는 1787년~ 1792년 사이에 벌어진 러시아-투르크 전쟁에서 상당한 활약을 보이며, 오카코프(Ochakov) , 오데사(Odessa), 벤데르(Bender), 이스마일(Ismail)등을 함락시키고 림니크(Rimnik)와 마신(Mashin)전투에서 승리하였다. 1791년 쿠투조프는 중장(lieutenant general)이 되었으며 이후 콘스탄티노플의 대사, 핀란드의 군정관, 상트페테르부르크에 있는 사관생도들의 지휘관, 베를린 대사, 상트페테르부르크의 군정관등의 임무를 성공적으로 역임한다. 쿠투조프는 당시의 차르였던 파벨 1세(Paul I)의 총애를 받았으며, 황제가 암살당한 뒤에 새 차르로 등극한 알렉산드르 1세(Alexander I)에게 일시적인 총애를 받았었으나 이후 쿠투조프를 멀리하였다. 그러나 쿠투조프는 알렉산드르 1세에게 계속하여 충성을 바쳤다.

## 유럽에서의 나폴레옹 전쟁
1805년 쿠투조프는 빈으로 진격하는 나폴레옹의 진격을 저지하기 위해 러시아 군단을 이끌고 출진하였다.
아우스터리츠(Austerlitz)에서 전날 밤, 쿠투조프는 동맹군 장군들을 설득하여 전투를 저지하려 하였으나, 차르에 의해 기각당하고 꾀병을 핑계로 전술을 짜는 데 참여하지 않았기 때문에 당시 전투에 참여한 오스트리아군의 전술가 펠트조이크마이스터 베이로데르(Feldzeugmeister Weyrother)는 이 전투에서 패한것은 쿠투조프의 책임이 아니라고 말했다. 그러나 아우스터리츠 전투가 벌어진 1805년 11월 2일 쿠투조프는 전장에서 일군을 지휘하다가 부상을 입었다. 1806년~ 1812년 쿠투조프는 리투아니아(Lithuania)와 키에프(Kiev)의 군정관을 맡았다.
쿠투조프는 1806년~ 1812년에 벌어진 러시아-투르크 전쟁 (1806-1812)에서 러시아군의 작전을 총지휘하는 책임을 맡았다. 쿠투조프는 다가올 프랑스군과의 싸움에 대비할 필요가 있다고 판단했기 때문에 재빠른 작전을 실시하여 전쟁을 승리로 이끌었고 관대한 조건의 부쿠레슈티 조약(Treaty of Bucharest)을 맺어 러시아 제국의 베사라비아(Bessarabia) 점유를 공식화했다. 이 전쟁의 승리로 인해 쿠투조프는 공작(prince; 러시아 어:knyaz)이 되었다.

## 조국 전쟁(Patriotic War 1812)

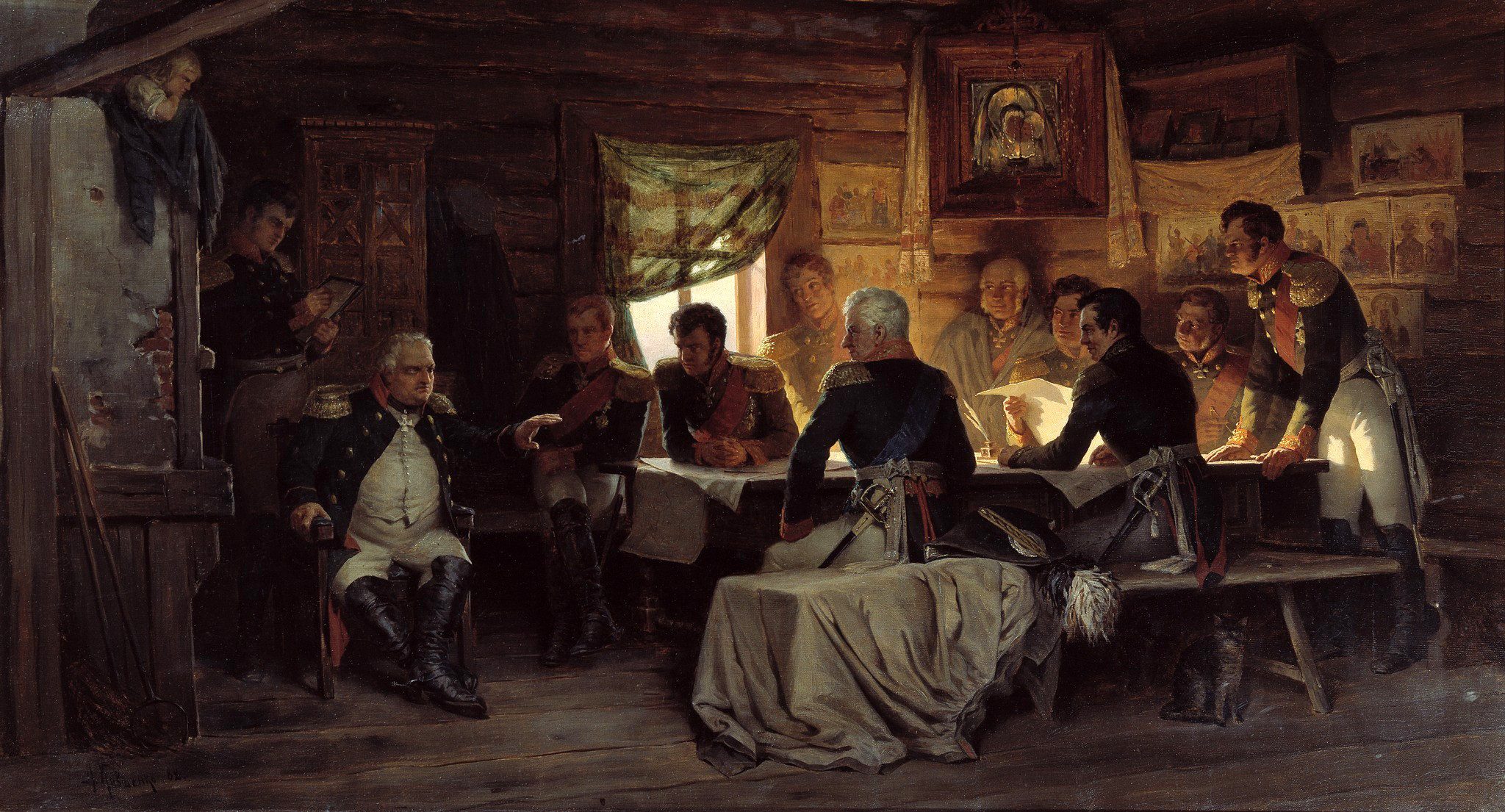
필리에서 쿠투조프는 회의끝에 모스크바를 나폴레옹에게 넘겨주기로 결정하는 모습.

나폴레옹이 1812년 러시아를 침공하였을 때 미하일 안드레아스 바클라이 드 톨리(Michael Andreas Barclay de Tolly; 당시의 국방장관)는 청야 전술(scorched earth)을 선택하였고, 대회전을 벌이는 위험을 무릅쓰기보다는 퇴각할 것을 명하였다. 그의 전략은 많은 장병들, 특히 표트르 바그라티온(Pyotr Bagration) 공작 같은 이들의 불만을 불러일으켰다. 그러므로 쿠투조프가 총사령관이 되어 8월 17일 러시아군 본대와 합류했을 때 많은 이들이 쿠투조프가 사령관으로 선임된 것을 반겼다.
2주 동안 쿠투조프는 모스크바의 길목에서 결전을 벌일것을 각오했다. 양군은 1812년 9월 7일 보로디노(Borodino) 근교에서 격돌하였다. 이 전투는 인간의 역사가 기록된 이해 당시까지 벌어진 전투 중 가장 거대한 규모의 전투로 묘사된다. 이 전투에는 20만 이상의 병력이 참전하였다. 전투는 프랑스 측에 유리한 무승부로 끝났으나 프랑스군의 4분의 1, 러시아군의 절반이 전사하거나 부상을 당했다. 저 유명한 필리(Fili) 마을에서의 회의가 끝난 후 쿠투조프는 그의 선임자가 사용한 청야 전술을 사용하여 프랑스군이 지쳐 나가 떨어질 때까지 러시아군의 전력을 보존하기 위해 가능한 한 퇴각을 하라는 명령을 전군에 내렸다.
이로 인해 러시아는 모스크바를 포기하고 도시의 시민들로 하여금 모두 도시 밖으로 나가게 하였다. 칼루가(Kaluga) 도로를 따라 퇴각하며 화약을 보급한 후 쿠투조프는 나폴레옹을 도발하여 말로야로슬라베츠 전투(Battle of Maloyaroslavets)를 벌였다. 이후 러시아군은 승세를 타고 퇴각하는 프랑스군을 추격하기 시작하였다. 노장의 조심스러운 추격전은 많은 비판을 불러일으켰지만, 690,000명의 대육군 중 극히 적은 숫자인 93,000명만이 살아서 프로이센 땅을 밟을 수 있었다. 이러한 결과를 볼 때 이 러시아 장군의 조심스런 추격은 정당했다.
쿠투조프는 야전 원수의 직위에 올랐고, 1812년 11월 스몰렌스크에서 프랑스군을 상대로 승리를 거둔 것에 대하여 고귀한 스몰렌스크 공작 전하(His Serene Highness Knyaz Smolensky 러시아 어로는 Светлейший князь Смоленский)라는 영광스러운 명칭을 받게 되었다.

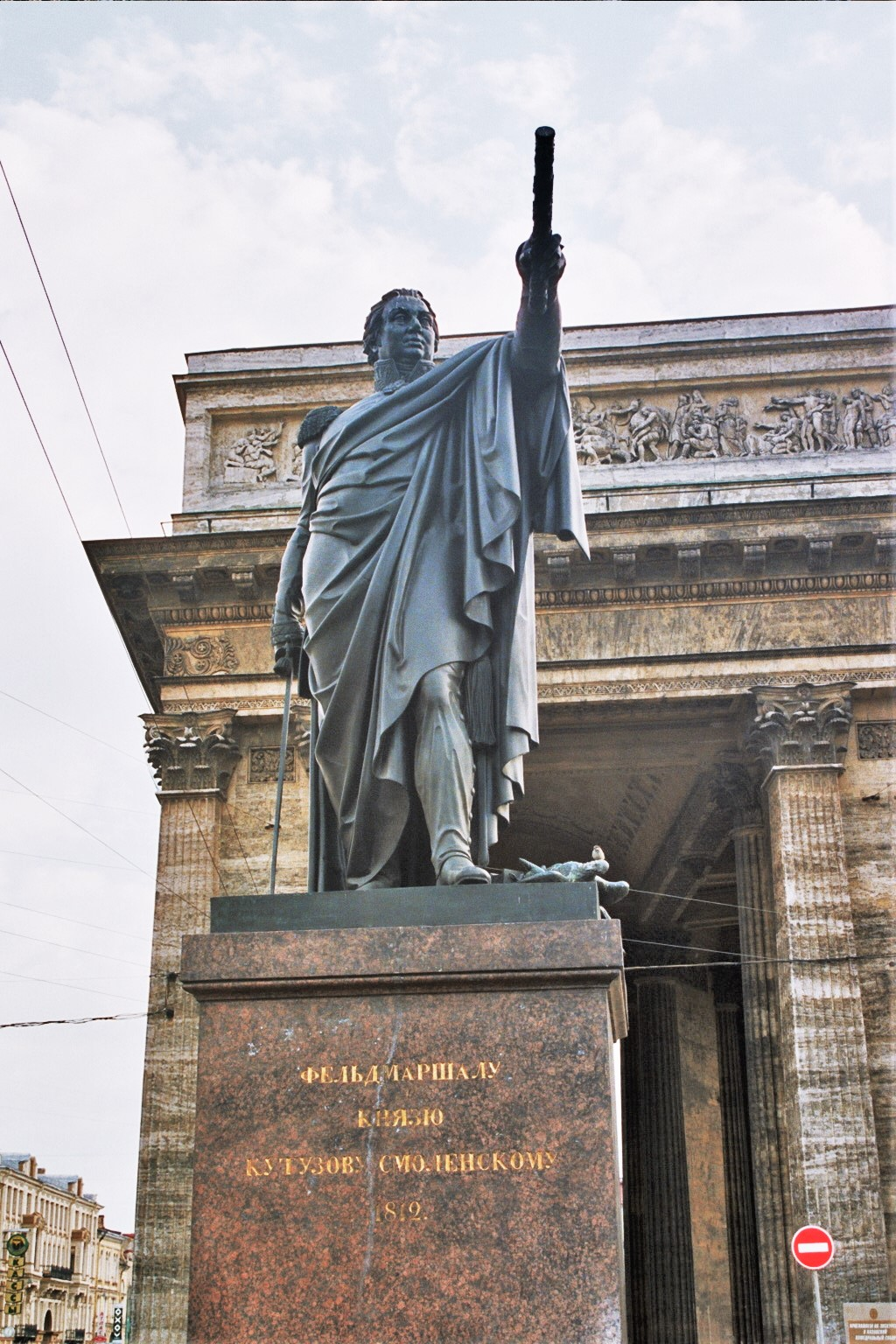
상트페테르부르크에 있는 쿠투조프 동상 (1837년)

## 후세의 기념
1813년 초 쿠투조프는 병에 걸렸고, 1813년 4월 28일 분즐라우(Bunzlau)에서 사망하였다. 그를 기념하는 동상이 모스크바 포클로냐야 언덕(Poklonnaya Hill)과 쿠투조프가 묻힌 상트페테르부르크의 카잔 대성당(Kazan Cathedral)의 앞에 세워졌는데, 카잔 대성당의 동상은 보리스 올로브스키(Boris Orlovsky)가 제작하였다. 쿠투조프는 가문을 승계할 남자 후계자가 없었기 때문에 그의 유산은 톨스토이 가문(Tolstoy family)에게 넘어가게 되었다. (쿠투조프의 다섯 딸 중 하나인 파라스코비아(Praskovia)가 마트베이 페오도로비치 톨스토이(Matvei Feodorovich Tolstoi)와 결혼하였다.) 러시아 장군들 중에서 쿠투조프는 그의 스승인 알렉산드르 수보로프 다음가는 평가를 받으며, 알렉산드르 푸시킨(Alexander Pushkin)은 자신의 유명한 애가(elegy)인 쿠투조프의 묘(Kutuzov's sepulchre)에서 이 야전 원수의 활약을 노래하였다. 또 레오 톨스토이(Leo Tolstoy)의 전쟁과 평화(War and Peace)에서 쿠투조프는 현명하고 인내심이 강한 지도자로 그려지고 있다. 1941년~ 1945년에 벌어진 대 조국 전쟁(Great Patriotic War 독소전)에서 소비에트 정부는 쿠투조프 훈장(Order of Kutuzov)을 만들었는데, 이 훈장은 소비에트 연방이 소멸한 이후에도 여전히 러시아에서 가장 높은 군사관련 훈장으로 건재하고 있다. 또 2차 세계대전에서 붉은 군대가 공세로 돌아섰을 때의 전략명은 이 야전 원수의 이름을 따서 오렐 전략 공세 작전 "쿠투조프(Orel Strategic Offensive Operation "Kutuzov" was named after the Field Marshal 러시아 어로는Орловская Стратегическая Наступательная Операция Кутузов)라 명명되었다.

## 더 읽어보기
- Parkinson, Roger. The Fox of the North: The Life of Kutuzov, General of War and Peace. New York: David McKay, 1976 (ISBN 0-679-50704-3).

## 같이 보기
- 전쟁과 평화 (영화 시리즈)

## 참조
1. ↑  용병 군대의 군사계급 중 하나로 주로 포병대를 지휘했다.

- 나폴레옹 보나파르트

## 외부 연결 및 참조
- Short biography & painting from the Hermitage Museum
- History of the memorial at Kutuzov's place of death
- The Russian Army during the Napoleonic Wars
- 본 문서에는 현재 퍼블릭 도메인에 속한 브리태니커 백과사전 제11판의 내용을 기초로 작성된 내용이 포함되어 있습니다.